# Hoxhohl
Hoxhohl ist ein Ortsteil der Gemeinde Modautal im südhessischen Landkreis Darmstadt-Dieburg.

## Geographie
Das Dorf liegt im vorderen Odenwald im oberen Modautal, ca. 14 km südöstlich von Darmstadt. Der Ortsteil Hoxhohl besteht aus der Gemarkung Hoxhohl. Im Ort treffen sich die Landesstraßen 3099 und 3101.

## Geschichte

### Ortsgeschichte
Das Dorf wurde im frühen 15. Jahrhundert, soweit bekannt, erstmals urkundlich genannt. In historischen Dokumenten ist der Ort unter folgenden Ortsnamen belegt (in Klammern das Jahr der Erwähnung): Hoxol (1423); Hoxhail (1444); Hoxhale, Hoxhole (1449); Hoxholl (1486); Hoxholn (1495); Hoxhole (1499); Hoxhoill (1529); Hoxhoilln (1529); Hoxholn (1532); Hexhohl (1662); Hochßholen (1662); Hoxhol (1722).
1485 empfing Hans von Wallbrunn das ihm verpfändete Dorf von Konrad von Frankenstein zu Lehen. Hoxhohl lag im Gerichtsbezirk der Zent Oberramstadt. Die Zent war in sogenannte „Reiswagen“ eingeteilt, denen jeweils ein Oberschultheiß vorstand, die dem Zentgrafen unterstellt waren. Dieser Bezirk hatte einen Frachtwagen (Reiswagen) einschließlich Zugtieren und Fuhrknechten für Feldzüge bereitzustellen. Hoxhohl gehörte zum „Brandauer Reiswagen“, dem auch noch die Orte Brandau Neunkirchen, Allertshofen, Herchenrod, Lützelbach, Ernsthofen, Neutsch, Klein-Bieberau und Webern angehörten. Die gesamte Zent Oberramstadt war dem Amt Lichtenberg zugeteilt. Diese Einteilung bestand noch bis zum Beginn des 19. Jahrhunderts.
Im Jahr 1722 verkauften die Brüder Johann Moritz Friedrich von Wallbrunn dem Landgrafen Ernst Ludwig von Hessen Schloss und Gut zu Ernsthofen mit den dazugehörigen Dörfern, nämlich Ernsthofen, Asbach, Hoxhohl, Klein-Bieberau und Neutsch, nebst Gefällen in zwölf weiteren Orten, darunter Ober-Modau, Rodau, Waldhausen, Billings und Meßbach.
Die Statistisch-topographisch-historische Beschreibung des Großherzogthums Hessen berichtet 1829 über Hoxhohl:

„Hoxhohl (L. Bez. Reinheim) luth. Filialdorf; liegt in einem engen Thale an dem Modaubach, und 2 3⁄4 St. von Reinheim. Der Ort hat 13 Häuser und 100 Seelen, die bis auf 8 Kath. und 1 Reform. lutherisch sind. Unter diesen sind 8 Bauern, 2 Handwerker und 2 Taglöhner. Man findet 2 Mahlmühlen. – Horhohl gehörte den Herrn von Frankenstein, welche die Herrn von Wallbrunn damit belehnten. Mit dem Schlosse Frankenstein kam auch 1662 die Lehenschaft über dieses Dorf an Hessen. Die Herrn von Wallbrunn verkauften im Jahr 1722 den Ort an Hessen, nahmen ihn aber wieder zu Lehen.“

1883/84 wurde eine gemeinsame Schule für Allertshofen und Hoxhohl gebaut.
Hessische Gebietsreform (1970–1977)
Im Zuge der Gebietsreform in Hessen fusionierten Zum 1. April 1971 die bis dahin Selbständigen Gemeinden Allertshofen und Hoxhohl freiwillig zur neuen Gemeinde Modautal. Am 1. Januar 1977 kamen kraft Landesgesetz weitere Gemeinden hinzu. Für Hoxhohl wurde zusammen mit Allertshofen ein Ortsbezirk mit Ortsbeirat und Ortsvorsteher nach der Hessischen Gemeindeordnung gebildet.

### Verwaltungsgeschichte im Überblick
Die folgende Liste zeigt die Staaten und Verwaltungseinheiten, denen Hoxhohl angehört(e):
- vor 1662: Heiliges Römisches Reich, Herren von Wallbrunn
- ab 1662: Heiliges Römisches Reich, Landgrafschaft Hessen-Darmstadt (durch Kauf), Obergrafschaft Katzenelnbogen, (1787: Amt Lichtenberg, Zent Oberramstadt, Brandauer Reiswagen)
- ab 1803: Heiliges Römisches Reich, Landgrafschaft Hessen-Darmstadt, Fürstentum Starkenburg, Amt Lichtenberg
- ab 1806: Großherzogtum Hessen,[Anm. 2] Fürstentum Starkenburg, Amt Lichtenberg[13]
- ab 1815: Großherzogtum Hessen, Provinz Starkenburg, Amt Lichtenberg
- ab 1821: Großherzogtum Hessen, Provinz Starkenburg, Landratsbezirk Reinheim[Anm. 3]
- ab 1832: Großherzogtum Hessen, Provinz Starkenburg, Kreis Dieburg
- ab 1848: Großherzogtum Hessen, Regierungsbezirk Dieburg
- ab 1852: Großherzogtum Hessen, Provinz Starkenburg, Kreis Dieburg
- ab 1871: Deutsches Reich, Großherzogtum Hessen, Provinz Starkenburg, Kreis Dieburg
- ab 1918: Deutsches Reich (Weimarer Republik), Volksstaat Hessen, Provinz Starkenburg, Kreis Dieburg
- ab 1938: Deutsches Reich, Volksstaat Hessen, Landkreis Darmstadt[14][Anm. 4]
- ab 1945: Deutsches Reich, Amerikanische Besatzungszone,[Anm. 5] Groß-Hessen, Regierungsbezirk Darmstadt, Landkreis Darmstadt
- ab 1946: Deutsches Reich, Amerikanische Besatzungszone, Hessen, Regierungsbezirk Darmstadt, Landkreis Darmstadt
- ab 1949: Bundesrepublik Deutschland, Hessen, Regierungsbezirk Darmstadt, Landkreis Darmstadt
- ab 1971: Bundesrepublik Deutschland, Hessen, Regierungsbezirk Darmstadt, Landkreis Darmstadt, Gemeinde Modautal[Anm. 6]
- ab 1977: Bundesrepublik Deutschland, Hessen, Regierungsbezirk Darmstadt, Landkreis Darmstadt-Dieburg, Gemeinde Modautal

### Gerichtszugehörigkeit
Hoxhohl gehörte zum Zentgericht Oberramstadt. In der Landgrafschaft Hessen-Darmstadt wurde mit Ausführungsverordnung vom 9. Dezember 1803 das Gerichtswesen neu organisiert. In der Landgrafschaft Hessen-Darmstadt wurde mit Ausführungsverordnung vom 9. Dezember 1803 das Gerichtswesen neu organisiert. Für das Fürstentum Starkenburg wurde das „Hofgericht Darmstadt“ eingerichtet. Es war für normale bürgerliche Streitsachen Gericht der zweiten Instanz, für standesherrliche Familienrechtssachen und Kriminalfälle die erste Instanz. Übergeordnet war das Oberappellationsgericht Darmstadt. Die Rechtsprechung der ersten Instanz wurde durch die Ämter bzw. Standesherren vorgenommen. Damit war für Hoxhohl das Amt Lichtenberg zuständig.
Mit Bildung der Landgerichte im Großherzogtum Hessen war ab 1821 das Landgericht Lichtenberg das Gericht erster Instanz, zweite Instanz war das Hofgericht Darmstadt. Es folgten:
- ab 1848: Landgericht Reinheim (Verlegung von Lichtenberg nach Reinheim), zweite Instanz: Hofgericht Darmstadt
- ab 1879: Amtsgericht Reinheim, zweite Instanz: Landgericht Darmstadt
- ab 1968: Amtsgericht Darmstadt mit der Auflösung des Amtsgerichts Reinheim, zweite Instanz: Landgericht Darmstadt

## Bevölkerung

### Einwohnerstruktur 2011
Nach den Erhebungen des Zensus 2011 lebten am Stichtag, dem 9. Mai 2011 in Hoxhohl 288 Einwohner. Darunter waren 12 (4,2 %) Ausländer.
Nach dem Lebensalter waren 36 Einwohner unter 18 Jahren, 99 zwischen 18 und 49, 63 zwischen 50 und 64 und 90 Einwohner waren älter. Die Einwohner lebten in 111 Haushalten. Davon waren 33 Singlehaushalte, 36 Paare ohne Kinder und 33 Paare mit Kindern, sowie 9 Alleinerziehende und keine Wohngemeinschaften. In 24 Haushalten lebten ausschließlich Senioren und in 75 Haushaltungen lebten keine Senioren.

### Einwohnerentwicklung
| • 1629: | 008 Hausgesesse          |
| • 1806: | 075 Einwohner, 10 Häuser |
| • 1829: | 100 Einwohner, 13 Häuser |
| • 1867: | 139 Einwohner, 20 Häuser |

| Hoxhohl: Einwohnerzahlen von 1791 bis 2020 | Hoxhohl: Einwohnerzahlen von 1791 bis 2020 | Hoxhohl: Einwohnerzahlen von 1791 bis 2020 | Hoxhohl: Einwohnerzahlen von 1791 bis 2020 | Hoxhohl: Einwohnerzahlen von 1791 bis 2020 |
| --- | ------------------------------------------ | ------------------------------------------ | ------------------------------------------ | ------------------------------------------ |
| Jahr |                                            |                                            |                                            | Einwohner                                  |
| 1791 | 1791                                       |                                            | 76                                         | 76                                         |
| 1800 | 1800                                       |                                            | 60                                         | 60                                         |
| 1806 | 1806                                       |                                            | 75                                         | 75                                         |
| 1829 | 1829                                       |                                            | 100                                        | 100                                        |
| 1834 | 1834                                       |                                            | 95                                         | 95                                         |
| 1840 | 1840                                       |                                            | 103                                        | 103                                        |
| 1846 | 1846                                       |                                            | 141                                        | 141                                        |
| 1852 | 1852                                       |                                            | 144                                        | 144                                        |
| 1858 | 1858                                       |                                            | 140                                        | 140                                        |
| 1864 | 1864                                       |                                            | 140                                        | 140                                        |
| 1871 | 1871                                       |                                            | 144                                        | 144                                        |
| 1875 | 1875                                       |                                            | 132                                        | 132                                        |
| 1885 | 1885                                       |                                            | 130                                        | 130                                        |
| 1895 | 1895                                       |                                            | 117                                        | 117                                        |
| 1905 | 1905                                       |                                            | 119                                        | 119                                        |
| 1910 | 1910                                       |                                            | 121                                        | 121                                        |
| 1925 | 1925                                       |                                            | 135                                        | 135                                        |
| 1939 | 1939                                       |                                            | 134                                        | 134                                        |
| 1946 | 1946                                       |                                            | 221                                        | 221                                        |
| 1950 | 1950                                       |                                            | 205                                        | 205                                        |
| 1956 | 1956                                       |                                            | 231                                        | 231                                        |
| 1961 | 1961                                       |                                            | 259                                        | 259                                        |
| 1967 | 1967                                       |                                            | 275                                        | 275                                        |
| 1970 | 1970                                       |                                            | 289                                        | 289                                        |
| 1980 | 1980                                       |                                            | ?                                          | ?                                          |
| 1990 | 1990                                       |                                            | ?                                          | ?                                          |
| 2000 | 2000                                       |                                            | ?                                          | ?                                          |
| 2007 | 2007                                       |                                            | 286                                        | 286                                        |
| 2010 | 2010                                       |                                            | 275                                        | 275                                        |
| 2011 | 2011                                       |                                            | 288                                        | 288                                        |
| 2015 | 2015                                       |                                            | 283                                        | 283                                        |
| 2020 | 2020                                       |                                            | 265                                        | 265                                        |
| Datenquelle: Historisches Gemeindeverzeichnis für Hessen: Die Bevölkerung der Gemeinden 1834 bis 1967. Wiesbaden: Hessisches Statistisches Landesamt, 1968. Weitere Quellen: LAGIS; 1791; 1800; Gemeinde Modautal:; Zensus 2011 |                                            |                                            |                                            |                                            |

### Historische Religionszugehörigkeit
| • 1829: | 91 lutheranische (= 0,91 %), ein reformierter (= 1,00 %) und 8 katholische (= 8,00 %) Einwohner |
| • 1961: | 207 lutheranische (= 79,92 %), 44 katholische (= 16,99 %) Einwohner                             |

## Politik
Für die Orte Allertshofen und Hoxhohl besteht ein gemeinsamer Ortsbezirk (Gebiete der ehemaligen Gemeinden Allertshofen und Hoxhohl) mit Ortsbeirat und Ortsvorsteher nach der Hessischen Gemeindeordnung.
Details siehe unter Politik Allertshofen.

## Kultur und Sehenswürdigkeiten

### Regelmäßige Veranstaltungen
- August: Kerb[20]
- Oktober: Bauernmarkt[21]

### Bauwerke

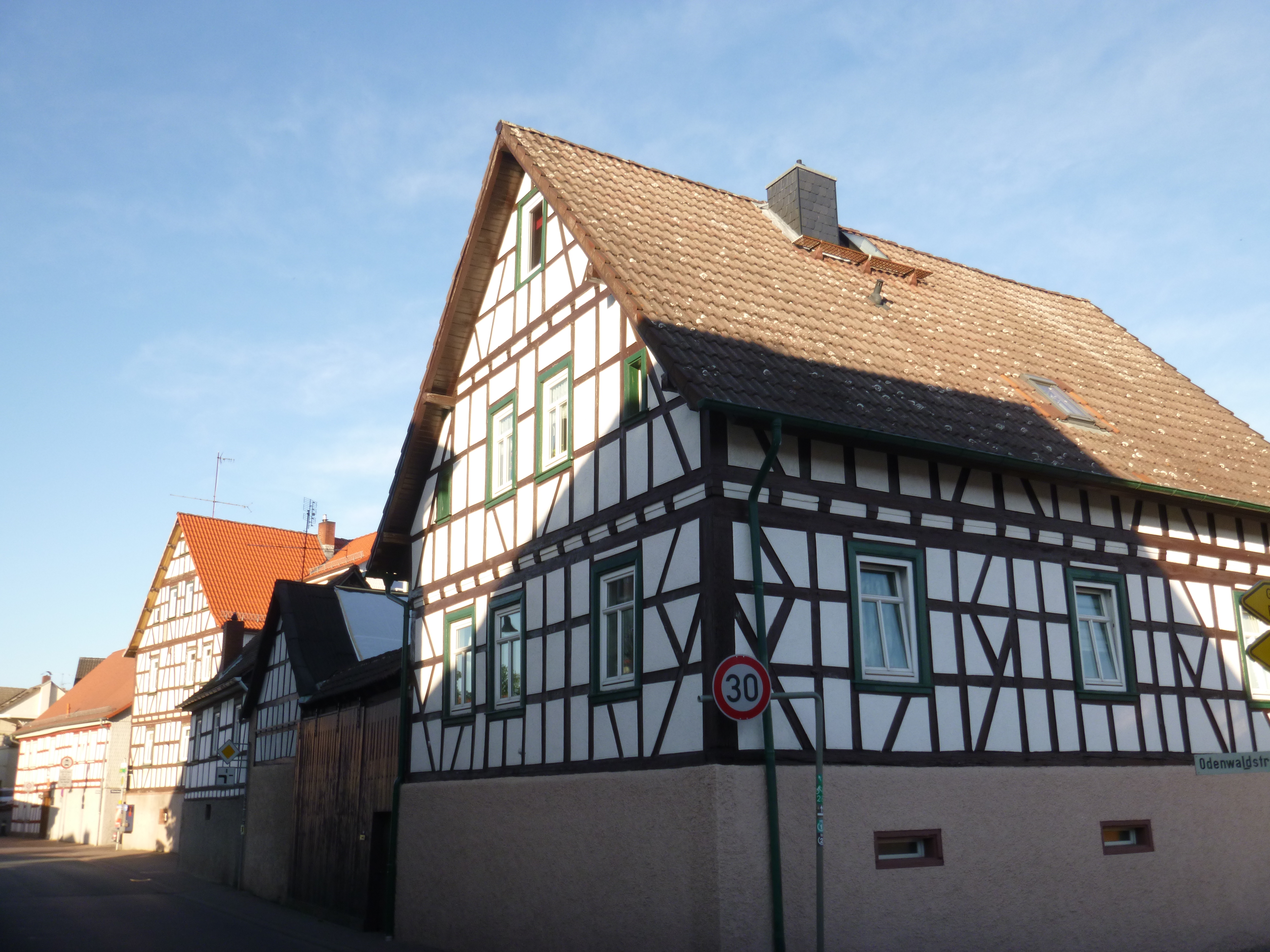
Hoxhohl (2015)
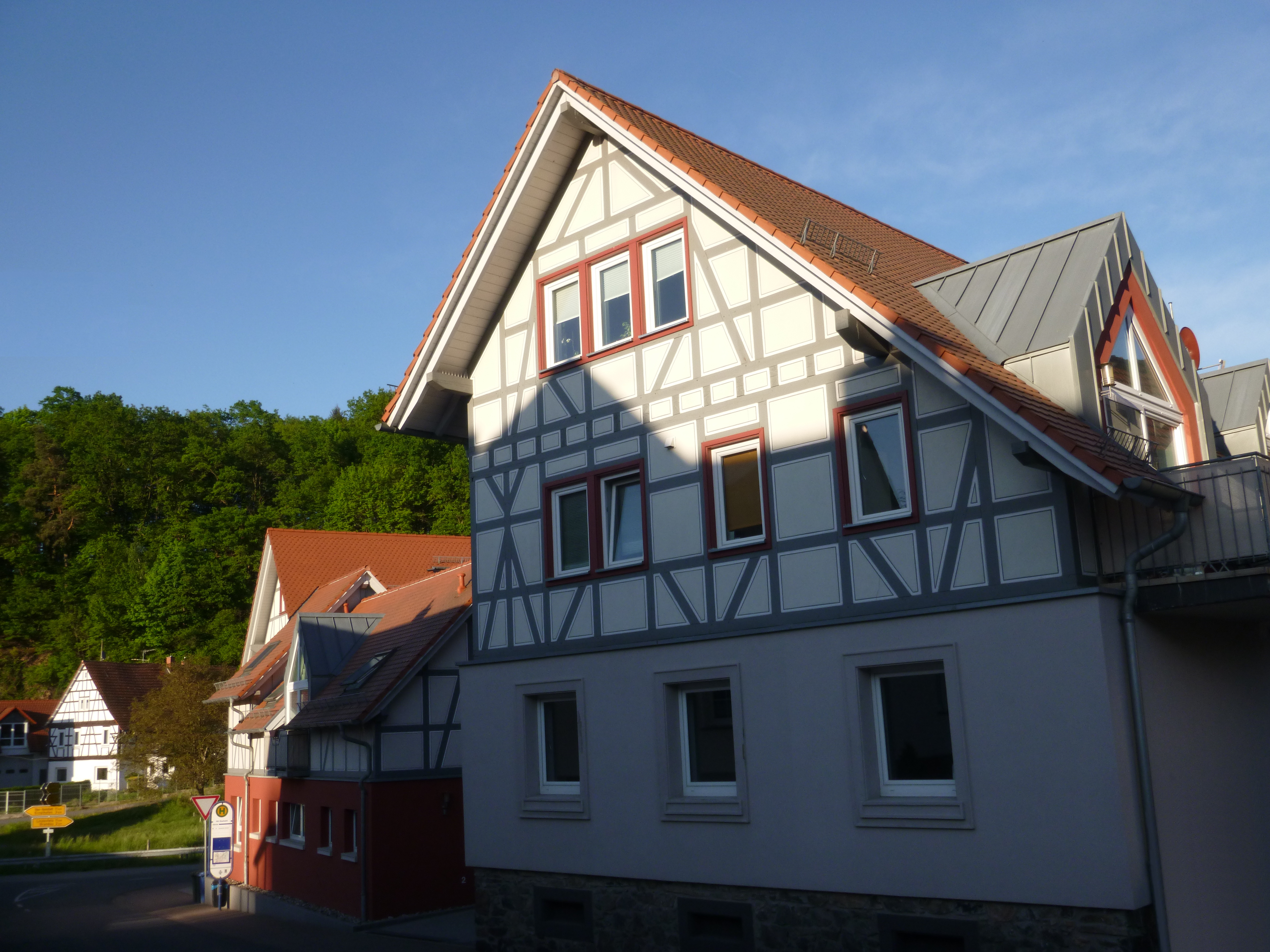
Hoxhohl (2015)
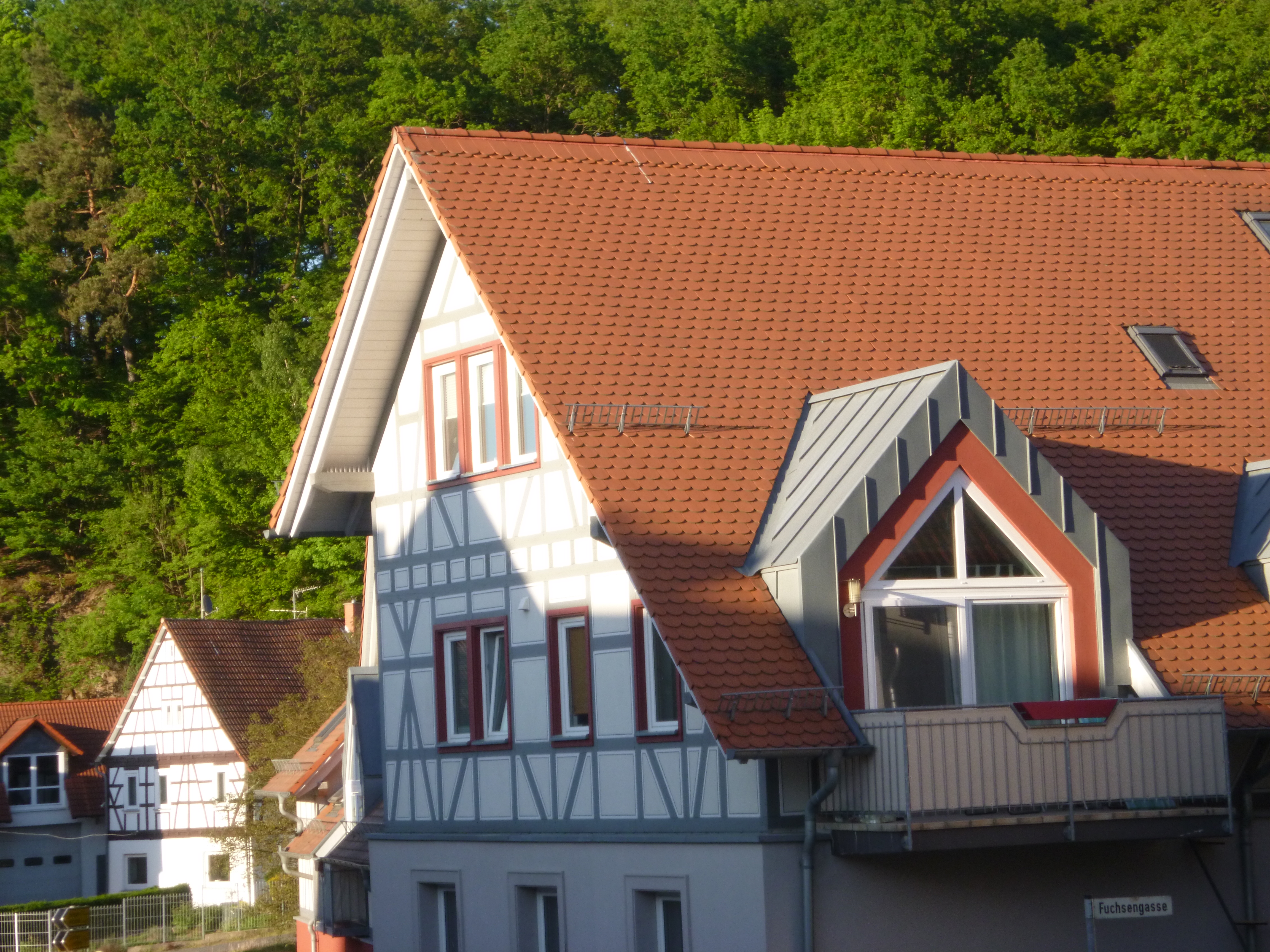
Hoxhohl (2015)
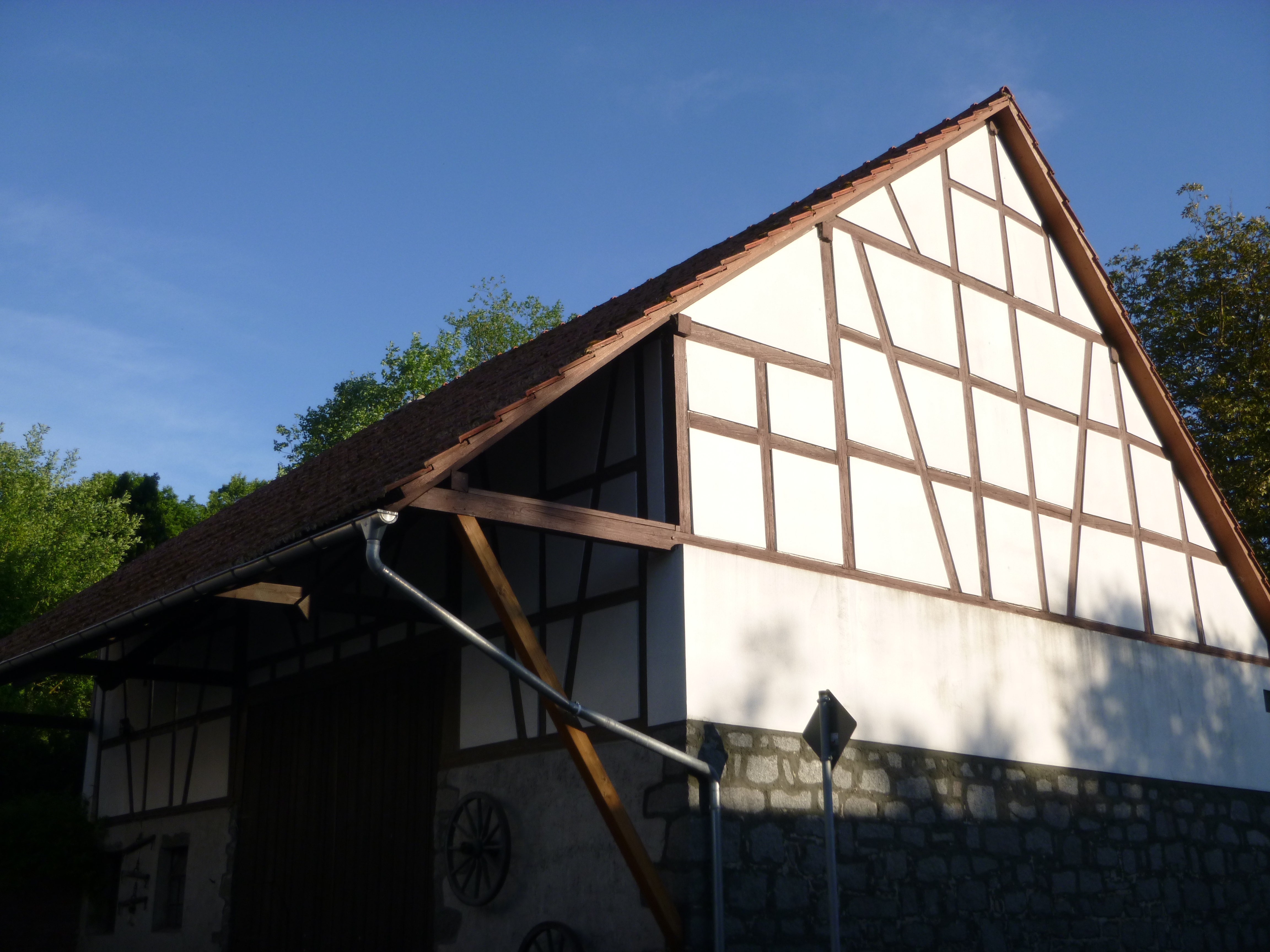
Scheune in Hoxhohl (2015)

## Persönlichkeiten
In Hoxhohl geboren
- Peter H. Jährling (* 1956), deutscher Regisseur, Schauspieler und Schauspiellehrer